# Ines Müller (atletiek)
Ines Müller (Grimma, 2 januari 1959) is een atleet uit Duitsland.
Op de Wereldkampioenschappen indooratletiek 1985 werd ze tweede met een stoot van 19,68 meter.
Bij de Wereldkampioenschappen atletiek 1987 behaalt ze een derde plaats, met een worp van 20,76 meter.
Haar persoonlijk record van 21,57 meter gooit ze in 1988 in Athene.

## Olympische Spelen
Op de Olympische Zomerspelen van Moskou in 1980 nam ze onder de naam Ines Reisenbach deel aan het onderdeel kogelstoten.
Acht jaar later, op de Olympische Zomerspelen 1988, nam ze onder de naam Ines Müller deel aan het kogelstoten, en viel ze met de vierde plaats net buiten de medailles.

## Privé
Ook haar zoon Henrik Müller was een kogelstoter.
- World Athletics: 14356881